# Araria
Araria ist eine Stadt im Bundesstaat Bihar im Osten Indiens. Sie ist Hauptstadt des gleichnamigen Distrikts. Araria hat den Status eines City Council (Nagar parishad). Die Stadt ist in 29 Wards gegliedert. Sie ist ungefähr 322 km von Bihars Hauptstadt Patna entfernt.

## Demografie
Die Einwohnerzahl der Stadt liegt laut der Volkszählung von 2011 bei 79.021. Araria hat ein Geschlechterverhältnis von 875 Frauen pro 1000 Männer und damit einen für Indien üblichen Männerüberschuss. Die Alphabetisierungsrate lag bei 72,40 % im Jahr 2011. Knapp 59,1 % der Bevölkerung sind Hindus, ca. 40,1 % sind Muslime und ca. 0,8 % gehören anderen oder keiner Religionen an. 17,2 % der Bevölkerung sind Kinder unter 6 Jahren. 10,6 % der Bevölkerung sind Teil der Scheduled Castes.

## Infrastruktur
Das National Highway 57 verbindet Siwan mit Muzaffarpur und Purnia.